# 1910-es magyar atlétikai bajnokság
Az 1910-es magyar atlétikai bajnokságot – amely a 15. bajnokság volt.

## Eredmények

### Férfiak
| Versenyszám        | Arany                                                                   | Arany     | Ezüst                      | Ezüst   | Bronz                  | Bronz   |
| ------------------ | ----------------------------------------------------------------------- | --------- | -------------------------- | ------- | ---------------------- | ------- |
| 100 yard           | Rácz Vilmos BEAC                                                        | 10,4      | Jankovich István Magyar AC |         | Simon Pál Magyar AC    |         |
| 220 yard           | Mezei Frigyes BEAC                                                      | 23,4      | Simon Pál Magyar AC        |         | Rácz Vilmos BEAC       |         |
| 440 yard           | Mezei Frigyes BEAC                                                      | 52,4      | Brandl Béla MTK            |         | Speidl Bódog BEAC      |         |
| 880 yard           | Bodor Ödön BPTTSE                                                       | 2:12,2    | Belu Gyula TAC             |         |                        |         |
| 1 mérföld          | Bodor Ödön BPTTSE                                                       | 4:40,6    | Nagy József BBTE           |         | Antal János Magyar AC  |         |
| 3 mérföld          | Váradi Mihály BEAC                                                      | 16:58,4   | Kárpáti Ödönl TSE          |         |                        |         |
| 120 yard gát       | Kováts Nándor BBTE                                                      | 16,8      | Horner Andor Magyar AC     |         | Hoffer István MTK      |         |
| mezei futás        | Nagy József BBTE                                                        | 45:55,0   | Horváth István MTK         |         | Vangel Gyula Magyar AC |         |
| mezei futás csapat | Magyar AC Vangel Gyula Bán Kálmán Fekete Béla Becske Kálmán Antal János | 32        | BEAC                       | 51      | MTK                    | 88      |
| 10 km gyaloglás    | Paxián Péter BAK                                                        | 53:19,8   | Friedmann Gyula BAK        |         | Rádai Iván BAK         |         |
| 30 km gyaloglás    | Friedmann Gyula BAK                                                     | 3:10:42,2 | Bak Aladár TAC             |         | Nagy Sándor AAC        |         |
| magasugrás         | Wardener Iván MTK                                                       | 181 cm    | Vadon Géza Magyar AC       | 170 cm  |                        |         |
| távolugrás         | Szathmáry Kálmán Magyar AC                                              | 685 cm    | Szabó Béla Magyar AC       | 661 cm  | Holits Ödön MTK        | 654 cm  |
| rúdugrás           | Szathmáry Kálmán Magyar AC                                              | 365 cm    |                            |         |                        |         |
| súlylökés          | Mudin Imre Magyar AC                                                    | 12,88 m   | Joanovits Szilárd MAFC     | 12,21 m | Schiller Rezső BBTE    | 11,89 m |
| diszkoszvetés      | Mudin Imre Magyar AC                                                    | 39,34 m   | Kóczán Mór FTC             | 38,06 m | Schiller Rezső BBTE    | 33,44 m |